# Colori e simboli dell'Unione Sportiva Catanzaro 1929
Questa voce raccoglie le informazioni riguardanti le divise da gioco utilizzate dall'Unione Sportiva Catanzaro 1929.

## Colori

Il Catanzaro classificatosi al primo posto a pari merito con Genoa e nel campionato di Serie B 1975-1976, indossa la più classica tra le seconde divise, completamente blu.

La classica divisa rossa con richiami gialli indossata dal Catanzaro nella stagione 1980-1981.

Fin dalla fondazione, i colori del club sono il giallo e il rosso, che sono anche i colori della città di Catanzaro.
La divisa più utilizzata negli oltre ottanta anni di storia dalle Aquile è quella rossa a tinta unita, con il colletto a V giallo, con calzoncini e calzettoni rossi con bordi gialli. Questi abbinamenti hanno accompagnato i calabresi negli anni d'oro della Serie A e quindi sono i più cari all'ambiente catanzarese.
Altrettanto utilizzata è stata la maglietta a strisce verticali giallorosse con calzoncini e calzettoni rossi con bordi gialli, soprattutto negli anni post-fallimento del 2006. Molto più raramente il Catanzaro ha utilizzato una maglietta con strisce giallorosse orizzontali. Tuttavia questa divisa è stata utilizzata dai calabresi nella storica partita di Torino, vinta contro la Juventus, nella Coppa Italia 1965-66, che avrebbe lanciato il Catanzaro in finale, poi persa contro i gigliati di Firenze.
Per quanto concerne la maglia da trasferta, quella più utilizzata è completamente blu con richiami giallorossi, ma sono state indossate anche tenute completamente bianche o gialle. Sporadicamente le aquile hanno utilizzato anche una terza divisa che, a seconda del colore della seconda tenuta, poteva essere sia blu che bianca che gialla. Idem per la quarta divisa.

### Evoluzione divise
Fonti

#### Casa
| 1929-1965 e 1966-1981 | 1965-1966 | 1981-1982 | 1982-1983 | 1983-1984 | 1984-1985 | 1985-1986 | 1986-1987 | 1987-1988 | 1988-1989 |  |

| 1989-1990 | 1990-1991 | 1991-1992 | 1992-1993 | 1993-1994 | 1994-1995 | 1995-1996 | 1996-1997 | 1997-1998 | 1998-1999 |  |

| 1999-2000 | 2000-2001 | 2001-2002 | 2002-2003 | 2003-2004 | 2004-2005 | 2005-2006 | 2006-2007 | 2007-2008 | 2008-2009 |  |

| 2009-2010 | 2010-2011 | 2011-2012 | 2012-2013 e 2013-2014 | 2014-2015 | 2015-2016 | 2016-2017 | 2017-2018 | 2018-2019 | 2019-2020 |  |

| 2020-2021 |

#### Trasferta
| 1965-1966 | 1971-1972 | 1972-1973 | 1978-1979 | 1979-1980 | 1980-1981 | 1981-1982 | 1982-1983 | 1983-1984 | 1984-1985 |  |

| 1985-1986 | 1986-1987 | 1987-1988 | 1988-1989 | 1989-1990 | 1991-1992 | 1992-1993 | 1993-1994 | 1995-1996 | 1998-1999 |  |

| 1999-2000 | 2000-2001 | 2001-2002 | 2002-2003 | 2003-2004 | 2004-2005 | 2005-2006 | 2006-2007 | 2007-2008 | 2008-2009 |  |

| 2009-2010 | 2010-2011 | 2011-2012 | 2012-2013 e 2013-2014 | 2014-2015 | 2015-2016 | 2016-2017 | 2017-2018 | 2018-2019 | 2019-2020 |  |

| 2020-2021 |

#### Terze
| 1981-1982 | 1985-1986 | 1986-1987 | 1988-1989 | 1989-1990 | 1992-1999 | 1998-1999 | 1999-2000 | 2000-2001 | 2001-2002 |  |

| 2002-2003 | 2003-2004 | 2004-2005 | 2005-2006 | 2006-2007 | 2007-2008 | 2009-2010 | 2010-2011 | 2011-2012 e 2012-2013 | 2014-2015 |  |

| 2017-2018 | 2018-2019 | 2019-2020 | 2020-2021 |

## Simboli ufficiali

### Stemma
Il logo dell'Unione Sportiva Catanzaro è sempre consistito, seppure di rado con qualche lieve modifica di natura grafica, in uno scudetto sulla cui sommità campeggia la dicitura U.S. CATANZARO. Al centro del logo c'è l'Aquila imperiale accordata da Carlo V, ripresa fedelmente dallo stemma della città di Catanzaro. Una linea verticale divide in due lo scudetto così da consentire l'inserimento dei colori sociali della squadra. Lo stemma è completato da uno scudo che riproduce i tre colli su cui si erge la città e da un nastro azzurro, stretto dal becco dell'aquila, su cui è riportato il motto "Sanguinis effusione" (ottenuta, sottinteso, "con spargimento di sangue"), motivato dalle perdite riportate in varie battaglie dai combattenti catanzaresi.
Negli anni settanta, quelli del debutto in massima serie, la società appose leggere modifiche, cosicché l'Aquila imperiale che campeggia al centro dello stemma si presentava dorata così come dorati erano i bordi del logo e la dicitura in cima col nome del club, che così poggiava su sfondo nero. Inoltre per un breve periodo a cavallo tra fine anni novanta e l'inizio del duemila, il precedente logo è stato leggermente modificato: infatti si presentava identico nel contenuto ma all'interno di un ovale. Dopo pochi anni però, precisamente successivamente alla promozione in Serie B del 2004, si è tornati nuovamente al logo storico a forma di scudetto.
Altre sostanziali modifiche si sono avute durante il quinquennio in cui la società, rifondata dopo il fallimento del 2006, prese il nome di Football Club Catanzaro. Un logo provvisorio venne utilizzato nel campionato di Serie C2 2006-2007, tuttavia non venne particolarmente apprezzato dalla tifoseria, che lo reputava troppo discostato dal logo storico mentre dal 2008 al 2011 venne utilizzato una rivisitazione del logo originario, con l'unica differenza rappresentata dalle righe verticali giallorosse su cui poggiava l'Aquila imperiale e la sostituzione delle lettere U e S con F e C.

### Mascotte
Il Catanzaro, in passato, ha avuto una propria mascotte, chiamata Aquilotto, che presenziava alle partite casalinghe della prima squadra intrattenendo il pubblico, e agli eventi nei quali fosse coinvolta la società. Quella giallorossa, fu la prima società del panorama calcistico calabrese a dotarsi di una mascotte.

## Brani musicali

### Inno
(Aquile)
Lo storico inno del Catanzaro è intitolato "Aquile". Risalente agli anni settanta, è rappresentativo dell'orgoglio dei propri tifosi, vicini e lontani. Dopo un periodo di assenza, è stato riproposto allo stadio, prima dell'ingresso in campo delle formazioni, nel corso della stagione 2006-2007.

### Altri brani
(Ndrichete)
Durante gli anni settanta, benché non si trattassero di inni ufficiali, diversi motivi vennero scritti per la squadra: uno di essi è "Ndrichete", in cui viene descritto, in dialetto catanzarese, lo spareggio promozione del 1971 in cui il Catanzaro conquistò per la prima volta la Serie A, con la conseguente festa che coinvolse per giorni tutta la città. Celeberrimo è diventato il ritornello "E ndrichete ndrichete ndrichetà ndrà lu Catanzharu in serie A".
(Dirindindì Dirindindà)
Sempre negli anni settanta, molto popolare fu l'inno "Dirindindì Dirindindà", che invece si ricollega alla seconda promozione delle Aquile nella massima serie sotto la guida di Gianni Di Marzio.
(La ballata dei giallorossi)
Altre storici testi dedicati alla formazione giallorossa risalenti al periodo di maggior blasone del sodalizio furono "La ballata dei giallorossi" e "La regina del sud".
(Catanzaro una città nel pallone)
Negli anni ottanta, fu realizzata dal cantautore catanzarese Pino Ranieri in arte Ulisse, la canzone "Catanzaro una città nel pallone", un testo che racconta la Catanzaro di una volta e la sua passione per il calcio. Le scene del video mostrano scorci della città dei tre colli e del suo centro storico, alternate a immagini di tifosi festanti al Ceravolo. Il video fu realizzato per il documentario Rai "Una leggenda in giallorosso".
(Nato giallorosso)
Durante il corso della stagione 2013-2014, due tifosi giallorossi, Gianni Rauti e Giuseppe Tassoni, hanno composto il brano "Nato Giallorosso", con la proposta di affiancarlo agli altri testi storici dedicati al Catanzaro. È stato proposto per la prima volta al pubblico del Ceravolo in occasione del match casalingo contro il Viareggio.

## Soprannomi
I calciatori del Catanzaro hanno come soprannome principale "Aquile", per via del simbolo societario. In relazione ai colori societari, viene spesso utilizzato l'appellativo di "Giallorossi", tant'è che uno dei più importanti vocabolari della lingua italiana, il Vocabolario della Lingua Italiana di Nicola Zingarelli, alla voce giallorosso recita testualmente: «Che (o chi) gioca nella squadra di calcio della Roma o del Catanzaro. Che è sostenitore di tali squadre».
Durante il periodo di maggior blasone della squadra, a cavallo fra anni settanta e ottanta, il Catanzaro acquisì i soprannomi di "Aquile del Sud" e "Regina del Sud", in relazione al fatto che in quel periodo il Catanzaro era una delle principali formazioni del Sud Italia, e "Timore del Nord", grazie al fatto che i giallorossi, negli scontri diretti, misero sempre in difficoltà le grandi squadre del Nord Italia.